# امری‌فلایت
امری‌فلایت (به انگلیسی: Ameriflight) یک شرکت هواپیمایی با کد یاتا A8 است که در تاریخ ۱۹۶۸ میلادی تأسیس شده‌است. دفتر مرکزی امری‌فلایت در فرودگاه بین‌المللی دالاس-فورت ورث، تگزاس، ایالات متحده آمریکا واقع شده‌است.